# RAM Racing

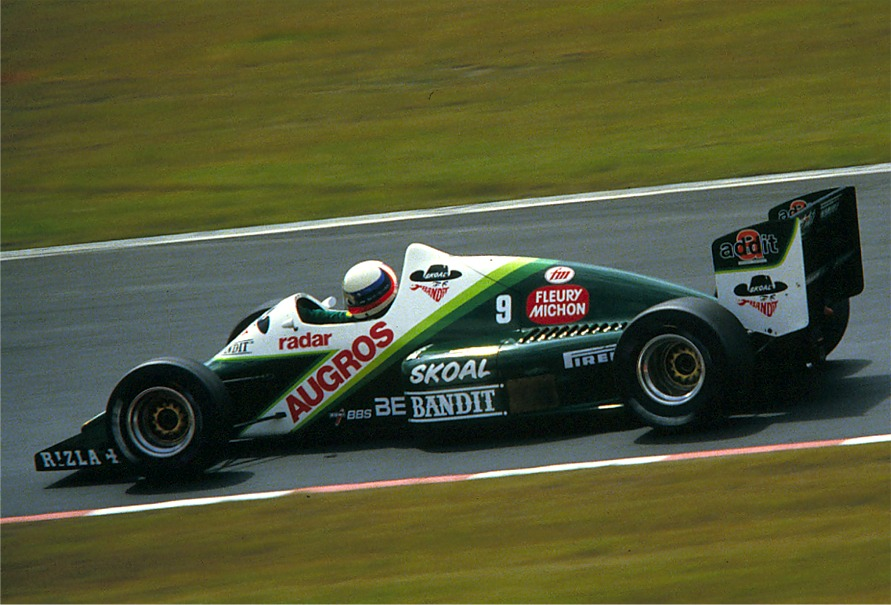
Manfred Winkelhock correndo com um RAM Racing.

RAM Racing foi uma equipe de Fórmula 1 criada por Mike Ralph e John Macdonald que disputou as temporadas de 1976 a 1980 e entre 1983 e 1985. Não pontuou em nenhuma das provas que disputou.

## Origens da equipe

### Usando chassis de terceiros
No final dos anos 1960 Mick Ralph e John Macdonald eram sócios na venda de automóveis em Willesden, ao norte de Londres, sendo que este último competia esparsamente no Campeonato Britânico de Fórmula 3 utilizando carros da March. Em 1972 e 1973 (quando ele usou um GRD) a presença de Macdonald na categoria tornou-se mais frequente, todavia jamais esteve entre os favoritos e encerrou sua carreira bissexta. Ato contínuo a Ralph Macdonald Racing, conhecida pelo acrônimo RAM, cedeu para Alan Jones um March configurado para a Fórmula 5000 em 1975 e nele o piloto australiano obteve algum sucesso. No ano seguinte a nova equipe estreou na Fórmula 1 ao inscrever um par de carros Brabham BT44B adquiridos junto a Bernie Ecclestone para o Grande Prêmio da Espanha de 1976. Tendo o suíço Loris Kessel e o espanhol Emilio de Villota como pilotos, o novo time usaria motores Ford enquanto a equipe oficial da Brabham era associada a Alfa Romeo. Findo o treino classificatório, nenhum dos pilotos conseguiu o direito de participar da corrida.
Encerrada a prova em Jarama, havia doze etapas a cumprir segundo o calendário daquela temporada, contudo a RAM Racing competiu em apenas metade delas. Recorrendo a pilotos pagantes como Patrick Nève (Bélgica), Jac Nellemann (Suécia), Damien Magee (França), Bob Evans (Grã-Bretanha) e Rolf Stommelen (Alemanha), o time quase sempre falhava nas tentativas de classificação, todavia entrou para a história como a escuderia na qual Lella Lombardi encerrou a carreira disputando as provas da Grã-Bretanha, Alemanha e Áustria, onde a italiana chegou em décimo segundo lugar, igualando o melhor resultado na história da equipe até aquele instante, um décimo segundo lugar obtido por Kessel, uma espécie de piloto-símbolo da RAM, no circuito belga de Zolder. A despedida de Lella Lombardi foi também a última prova disputada pela RAM Racing em 1976.
O retorno do time às pistas ocorreu apenas na terceira prova do ano seguinte graças ao neerlandês Boy Hayje, que classificou seu carro para o Grande Prêmio da África do Sul de 1977, marcado pelo acidente brutal que vitimou o piloto Tom Pryce e o fiscal de pista, Jansen van Vuuren. Piloto mais frequente no cockpit do time, Hayje teve o finlandês Mikko Kozarowitzky, o britânico Andy Sutcliffe e o também neerlandês Michael Bleekemolen como companheiros de equipe. Utilizando um chassis March 761 impulsionado por motores Ford, o time disputou apenas sete das dezessete provas do calendário de 1977 encerrando sua participação no Grande Prêmio dos Países Baixos.
Ausente da Fórmula 1 em 1978 e 1979, a RAM Racing voltou ao circo da velocidade apenas no Grande Prêmio da Grã-Bretanha de 1980, oitava etapa daquele ano, disputando as provas remanescentes. Defendida então pelos britânicos Rupert Keegan, Geoff Lees e pelo norte-americano Kevin Cogan, a escuderia manteve propulsores Ford utilizando chassis FW07, o qual elevou a Williams ao patamar de equipe grande. Com esse pacote chegou em nono lugar no Grande Prêmio dos Estados Unidos de 1980 com Rupert Keegan em Watkins Glen, mas de novo deixou a categoria ao final do ano.

### Com os próprios recursos
Voltaria em 1983, desta vez com chassi próprio, tendo como pilotos Eliseo Salazar, Jacques Villeneuve Sr., Kenny Acheson e Jean-Louis Schlesser. Nenhum deles obteve resultados de expressão. Na temporada de 1984, o francês Philippe Alliot, o britânico Jonathan Palmer e o neozelandês Mike Thackwell representaram a escuderia e foi no Grande Prêmio do Brasil de 1984 que Palmer conquistou o melhor resultado da RAM, ao chegar em oitavo lugar.
A equipe encerrou suas atividades em 1985, tendo novamente Alliot, Manfred Winkelhock e Acheson como pilotos. O melhor resultado foi um 9º lugar conquistado pelo francês no Grande Prêmio do Brasil. Em 1986, Thackwell já tinha assinado contrato para disputar a temporada completa, mas a RAM desistiu de participar devido a problemas financeiros e abandonou a Fórmula 1 - caso a equipe disputasse o campeonato, usaria o #9 no carro do neozelandês.